# Síndrome de Mikulicz
El síndrome de Mikulicz (actualmente denominado  dacrioadenitis y sialoadenitis relacionadas con IgG4)  es una condición inflamatoria, usualmente benigna y crónica, caracterizada por el agrandamiento de las glándulas salivatorias como la glándula parótida y lagrimal que ocurre como una complicación de otra enfermedad, tal como un linfoma, leucemia, sarcoidosis y otras, con excepción de la enfermedad de Mikulicz. La causa exacta es desconocida, aunque puede que sea una variedad del síndrome de Sjögren diferenciándose de ésta por la ausencia de artritis. Se diagnostica generalmente en mujeres de edad media o ancianas. Puede que tenga un efecto en las amígdalas y otras glándulas de la cara y cuello.

## Historia
El síndrome fue descrito por primera vez por Johann Mikulicz en 1888. Posteriormente, en 1952, Godwin propuso el nombre de Lesión Linfoepitelial Benigna.

## Patogenia
Las alteraciones glandulares características del síndrome de Mikulicz se caracterizan por hipertrofia del estroma de las glándulas afectadas acompañado con atrofia del parénquima secretor, resultando en hialinización y fibrosis. Los infiltrados no supurativos de estas glándulas constituyen células —especialmente linfocitos— producidas por enfermedades no-Sjögren, como linfomas no hodgkinianos, leucemias o sarcoidosis, entre otras.

## Cuadro clínico
El síndrome de Mikulicz se presenta como tumefacción simétrica y no dolorosa de las glándulas de la cara, en especial las glándulas salivales, lagrimales y las parótidas. Al estar comprometida la función glandular, los pacientes con el síndrome de Mikulicz experimentan sequedad en los ojos, boca y laringe.